# Martha Weiser
Martha Weiser (* 8. März 1913 in Wien; † 5. März 2008 in Salzburg) war eine österreichische Politikerin (ÖVP). Weiser war von 1959 bis 1969 Abgeordnete zum Salzburger Landtag und von 1964 bis 1976 Stadträtin der Stadt Salzburg.

## Leben
Martha wuchs in bescheidenen Verhältnissen auf und besuchte eine Neulandschule in Wien. Sie kam als Lehrerin nach Salzburg.
Martha heiratete 1938 den Maler Karl Weiser (1911–1988). Beide hatten sechs Kinder.

## Politik
Durch Vorträge und Bildungsveranstaltungen im Rahmen der Katholischen Aktion bekannt geworden wurde sie über die Empfehlung vom damaligen Landeshauptmann Josef Klaus für die Landtagswahl vorgeschlagen und aufgestellt und war von 1959 bis 1969 erste weibliche Abgeordnete zum Salzburger Landtag.
Weiser war von 1964 bis 1976 erste weibliche Salzburger Stadträtin unter den Bürgermeistern Alfred Bäck und Heinrich Salfenauer in den Ressorts Sozialwesen, Wohnungsangelegenheiten, Friedhöfe, Gartenamt und Liegenschaftsverwaltung. Sie startete Essen auf Rädern, die Hauskrankenpflege, die Frauenhilfe Salzburg und das Fest von Hellbrunn.

## Publikationen
- Martha Weiser. Blitzlichter meines Lebens. Autobiografie, Edition Tandem, Salzburg 2021, ISBN 978-3-904068-49-9.